# Personal Rapid Transit

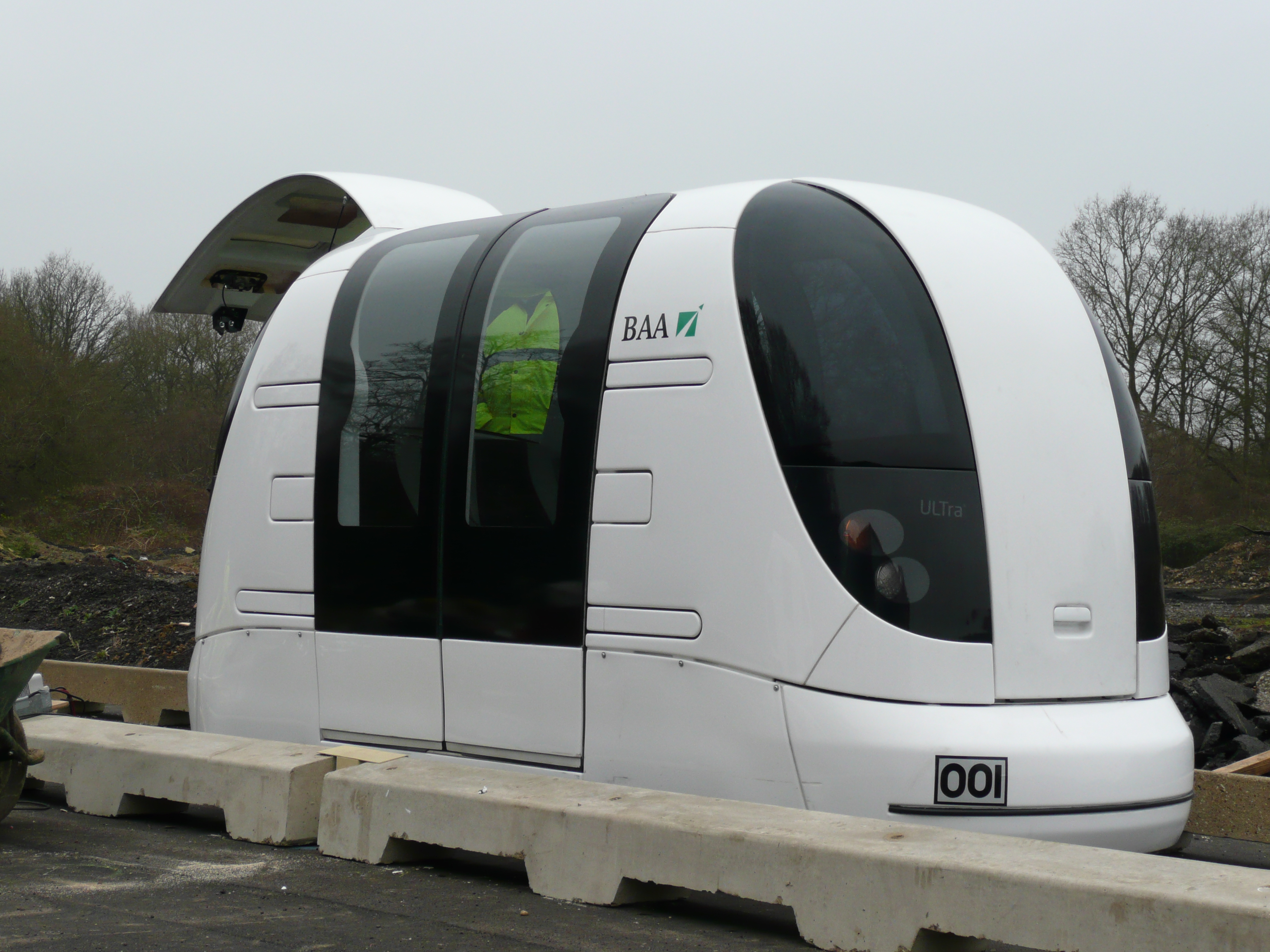
PRT-Kabine am London Heathrow Airport

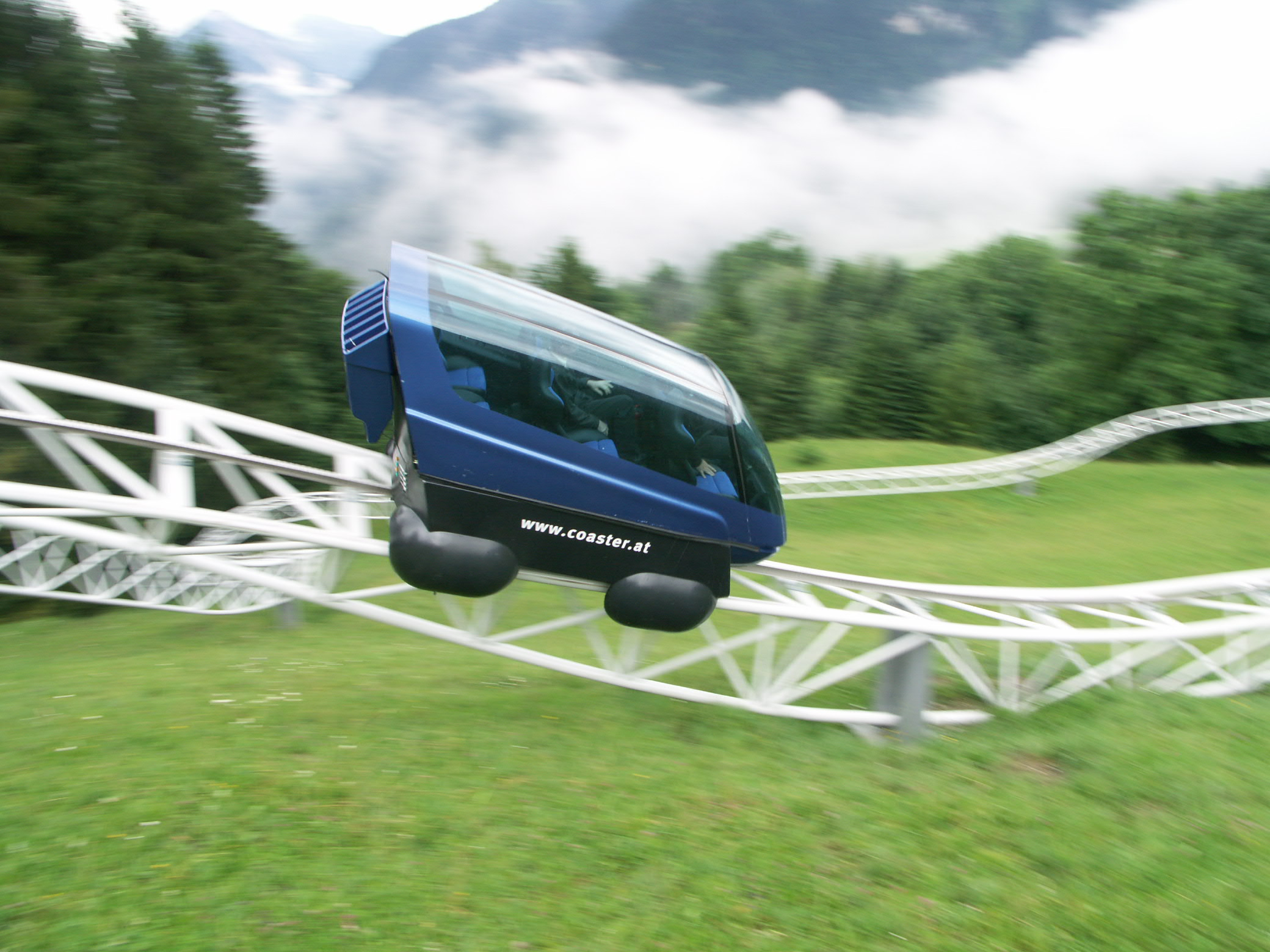
Mountain-Coaster

Personal Rapid Transit (PRT) ist ein Konzept eines führerlosen, spurgeführten Personentransportsystems, das ohne Fahrplan Fahrgäste individuell auf Bestellung ohne Zwischenhalt vollautomatisch an ihr Ziel bringt.
Fährt es als Grundversorgung im Öffentlichen Personen-Nahverkehr (ÖPNV), so stellt es ähnlich wie ein Rufbus eine Sonderform des ÖPNV dar. Fährt es wie ein privat geführtes Taxi, wird es als Individualverkehr gewertet.

## Begriff
In Deutschland wurde seit den 1950er-Jahren anstatt PRT zunächst der Begriff „Kabinentaxi“ verwendet, entsprechend hieß ein konkretes Projekt auch Cabinentaxi. Da es jedoch zu keinen weiteren Projekten dieser Art kam, hat sich seit den 1990er-Jahren in der Verkehrswissenschaft der US-amerikanische Begriff PRT durchgesetzt. Andere Bezeichnungen sind „PAT“ (Personal Automated Transport) und „podcar“. Das Wort „Personal“ in PRT grenzt sich vom Wort „Mass“ in Mass Transit (Öffentlicher Personennahverkehr, ÖPNV) ab und meint „persönlich“ im Sinne von „individuell“. Das System als solches gehört aus Sicht der Verkehrswissenschaft jedoch nicht zum Individualverkehr, sondern wie die Taxis zum Öffentlichen Verkehr. Es ist eigentlich beides, ein Zwischending, ein „öffentliches Individualverkehrsmittel“.

## Beschreibung
Im Gegensatz zu anderen vollautomatisierten, öffentlichen Verkehrssystemen gelangt der Fahrgast in kleinen Kabinen an sein selbst bestimmtes Ziel. Er braucht sich dabei nicht an einem Fahrplan zu orientieren, daher nutzen einige PRT-Hersteller den Slogan: „Sie warten nicht auf das Fahrzeug (bzw. der Firmenname), sondern es wartet auf Sie.“ In der Realität besteht diese Situation natürlich in Abhängigkeit von der Auslastung des Systems. Im Gegensatz zum normalen ÖPNV besteht bei einer lokal unterlasteten Station tatsächlich die Möglichkeit, dass wie bei einer Taxischlange die Kabinen warten. In einem weit ausgebauten Netzwerk kann ein Fahrgast an einer Haltestelle zu einem beliebigen Zeitpunkt ein beliebiges Ziel anfahren. Erfüllt das PRT als öffentlicher Verkehr diese Kriterien, wird es zu den ÖPNV-Sonderformen gezählt und stellt durch eine energiesparende Antriebstechnik eine umweltfreundliche Alternative zum Pkw dar.
Der Energieverbrauch ist durch die im Verhältnis zum Pkw leichteren Kabinen und durch das übergeordnete Leitsystem, das den Verkehrsfluss optimiert, geringer. In den spurgeführten PRT-Systemen werden keine Verbrennungsmotoren eingesetzt, alle aktuellen Systeme werden über lineare oder rotatorische Elektromotoren angetrieben. Die Energieversorgung erfolgt über Schleifkontakte oder Wechselakkumulatoren, oder der Kabinenantrieb erfolgt passiv (Linearstator an der Kabine, s. u. Vectus).
Je nach System fahren die Kabinen mit Maximalgeschwindigkeiten zwischen 35 und 50 km/h. Die dadurch geringeren mechanischen Sicherheitsvorkehrungen erlauben eine im Vergleich zum Pkw kleinere und leichtere Konstruktion. Die Geschwindigkeit ist durch den Sicherheitsabstand zur Vorgängerkabine in der Kolonnenfahrt bestimmt.
Bei der Sicherheit wird das sogenannte Brickwall-Kriterium herangezogen. Man geht hier davon aus, dass bei einer Kolonnenfahrt im schlimmsten Fall der Vorgänger plötzlich und unverzüglich hält (unendliche Bremsbeschleunigung, als führe die Kabine auf eine Mauer). In diesem Fall soll der Nachfolger ausreichend Abstand haben, um mit maximaler Geschwindigkeit kollisionfrei zum Stillstand zu kommen. In den 1970er Jahren gab es noch Konzepte, die eine Kopplung der Fahrzeuge während der Fahrt anstreben, da kurz vor der Kopplung der Abstand sehr klein wird, ist die Kollisionsgefahr im Brickwall-Kriterium zu hoch.
Der Abstand beim Brickwall-Kriterium ergibt sich aus dem Bremsweg und ist somit in der 2. Potenz (quadratisch) von der Geschwindigkeit abhängig. Der Durchsatz der Kabinen pro Zeit hat dadurch ein rechnerisches Maximum. Die Maximalgeschwindigkeit ergibt sich aus dem maximalen Durchsatz (multipliziert mit dem tatsächlichen Abstand), sie liegt bei etwa 40 km/h. Bei höheren Geschwindigkeiten würde mit eingehaltenem Sicherheitskriterium der Abstand so ansteigen, dass sich der Durchsatz, also die Transportkapazität verringert. Werden mehrere Kabinen fest (unlöslich während der Fahrt) miteinander zu einem Zug gekoppelt, steigt der Durchsatz annäherungsweise (abzüglich der Kabinenlänge) linear mit der Anzahl der Kabinen an. Die durchschnittliche effektive Reisegeschwindigkeit (Door to Door) in einer Großstadt beträgt in der Regel weniger als 30 km/h. Dies gilt sowohl für den öffentlichen Verkehr als auch für den Individualverkehr.
Die Kapazität, also die beförderten Personen pro Zeit, einer Trasse in einer Richtung errechnet sich aus dem Durchsatz der Kabinen, multipliziert mit einer angenommenen Zahl der Insassen. Dieser Wert wird heiß diskutiert, weil er sich an herkömmlichen ÖPNV misst. Z.B. wird für die Berliner S-Bahn eine maximale Kapazität von ca. 36.000 Personen pro Stunde angegeben, während bei PRT ein Wert über 5000 kaum erreicht werden kann. Das derzeit schnellste PRT (Vectus) mit einem Kabinendurchsatz von angegebenen 1200 Kabinen hätte rein theoretisch, d. h. bei vollen Vierer-Kabinen, eine Kapazität von 4800 Personen pro Stunde. Sicherlich werden sich auch in den Stoßzeiten bei direkten Fahrten von der Peripherie mit mehreren Stationen in die Innenstadt die Kabinen nicht immer füllen.

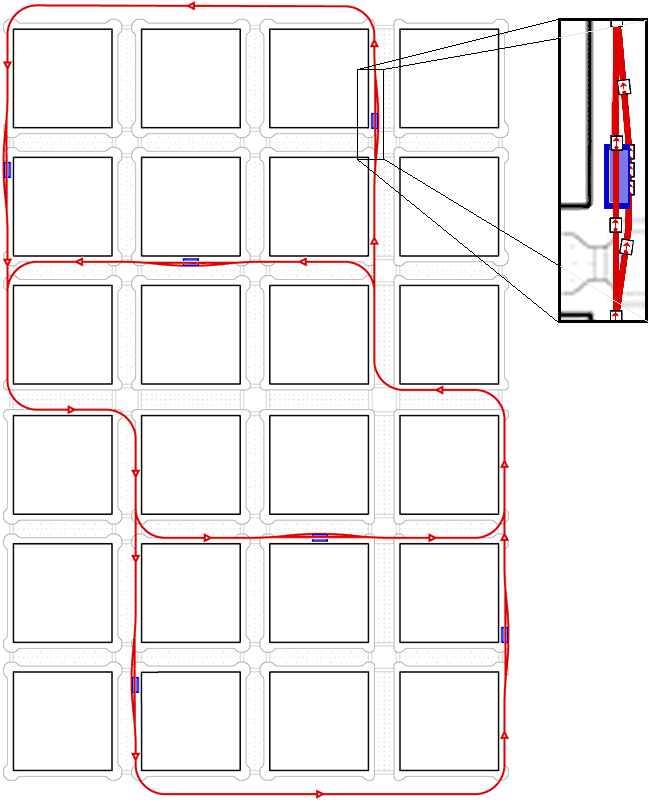
Darstellung eines möglichen PRT-Netzes: Die blauen Rechtecke kennzeichnen die Stationen, deren verzweigte Umleitungen den Durchgangsverkehr ermöglichen.

An dieser Stelle werden die Unterschiede zum ÖPNV deutlich. Wenn die Züge mit der hohen Kapazität in der Peripherie ankommen, fährt der tonnenschwere Zug, der ca. 1000 Personen fassen kann, oft leer bis zur letzten Station. Dies ist bei PRT ausgeschlossen, wenn auch in der „rush hour“ leere Fahrten in eine Richtung notwendig sind, da mindestens eine Richtung bedarfsorientiert angefahren wird.
Die Anzahl der Insassen pro Kabine schwankt zwischen einer und ca. zwölf Personen. Bei kleineren Netzen oder Testsystemen mit wenigen Haltestellen werden die Anforderungen des Individualverkehrs nicht ausreichend erfüllt. Um die Beförderungsleistungen trotzdem zu gewährleisten, ist man bei der Einführung von Pilotanlagen im öffentlichen Betrieb gezwungen, die Kabine für eine große Personenzahl zu gestalten, was die Attraktivität wiederum verringert und dem eigentlichen Prinzip des PRT entgegensteht. Deshalb spricht man bei automatisierten (führerlosen) System ab zwölf Insassen von Group Rapid Transit (GRT) wie z. B. ein Peoplemover. Ähnlichkeiten mit der Marschrutka (Sammeltaxi) drängen sich dann auf.

## Historische Projekte

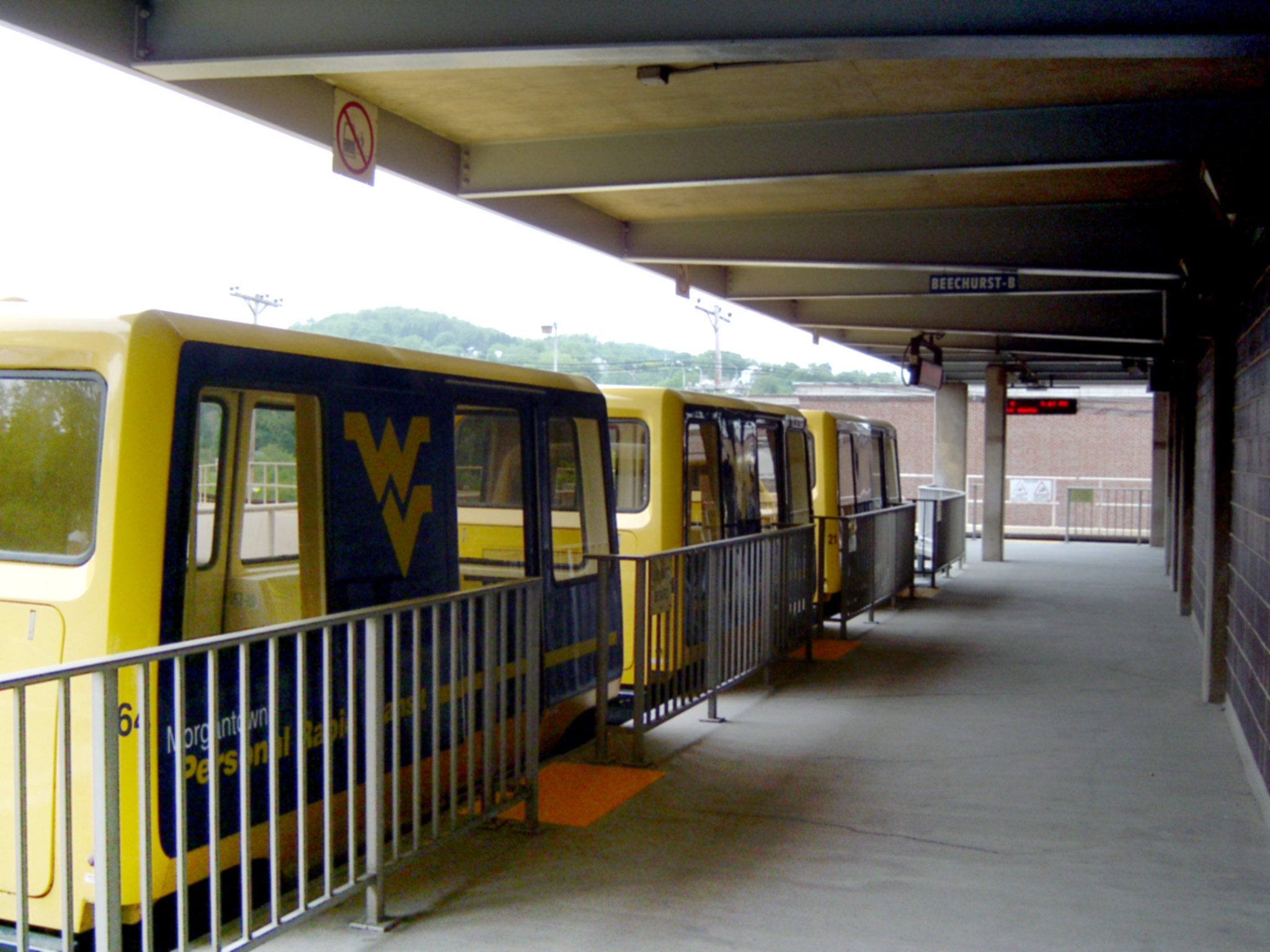
Ein erstes öffentliches vollautomatisiertes Transportsystem: Morgantown PRT der WVU ist aufgrund der großen Kabinen nicht wirklich „individuell“ und wird deshalb als „quasi-PRT“ bezeichnet.

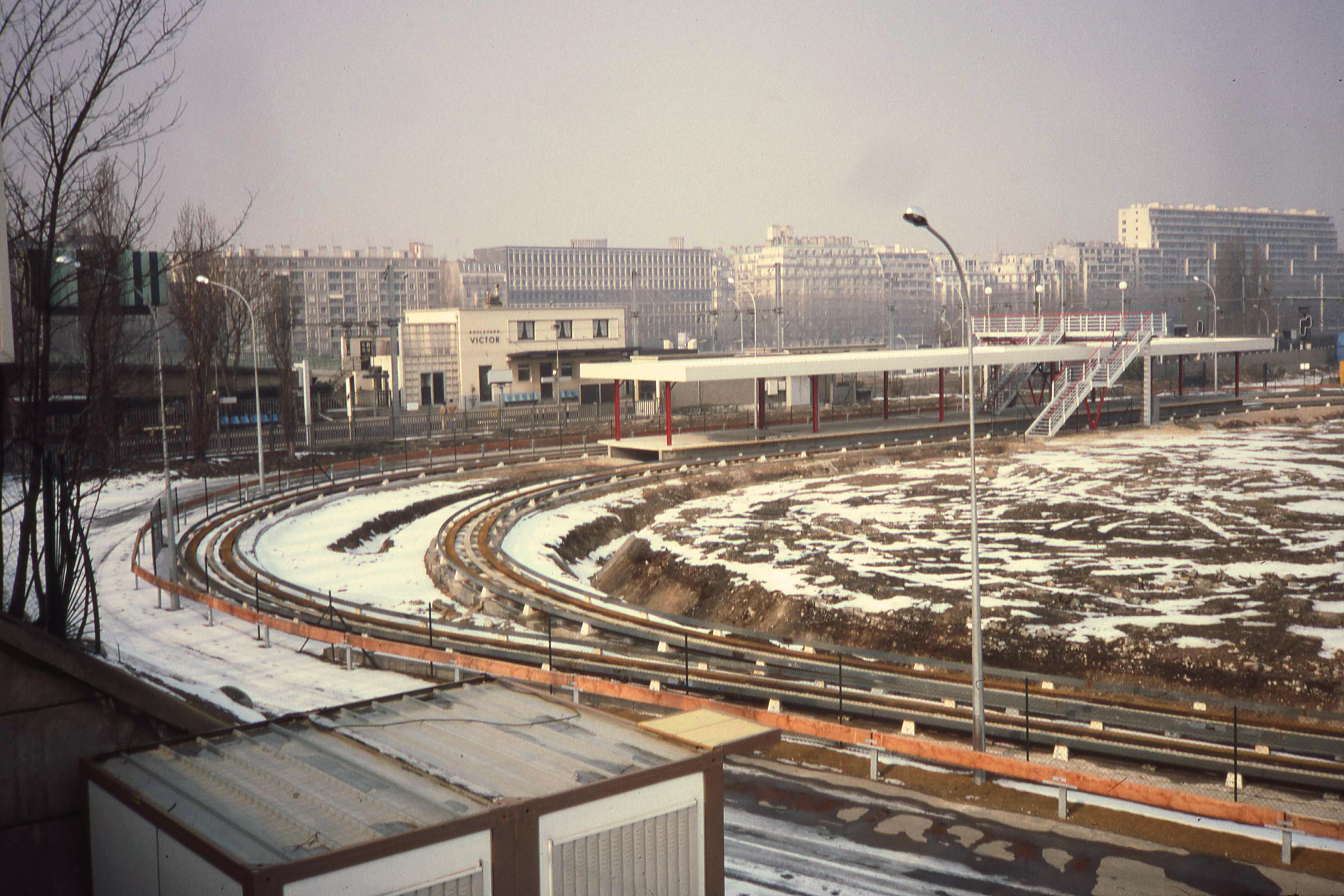
Aramis-Versuchsanlage am Boulevard Victor in Paris, 1986

Bis zum heutigen Tage wurden zahlreiche Systeme mit sehr unterschiedlicher Technik erprobt und erbaut.
Ein frühes, als Magnetschwebebahn konzipiertes Projekt war Transurban von Krauss-Maffei. Der Anstoß kam 1971 aus Kanada: William Davis Premierminister der Provinz Ontario, wollte den Bürgern von Montreal ein modernes, „dem 21. Jahrhundert würdiges Nahverkehrssystem“ präsentieren. 1973 einigten sich beide Seiten auf den Bau einer vier Kilometer langen Präsentationsstrecke für die für 1975 geplante Kanadische Nationalausstellung in Toronto. Das deutsche Bundesforschungsministerium sagte zunächst Zuschüsse zu, strich Transurban aber 1974 aufgrund zu hoher Kosten und ungelöster technischer Probleme wieder aus der Liste der förderungswürdigen Projekte. Danach wurde das Projekt eingestellt, von der Teststrecke konnte nur der Betontorso fertiggestellt werden. Für Heidelberg war anstelle der für die Stilllegung vorgesehenen Straßenbahnstrecke durch die Altstadt eine unterirdische Transurbanstrecke angedacht, sie sollte unter der Hauptstraße als der zentralen Verkehrsachse und zukünftigen Fußgängerzone verlaufen. Auch dieses Vorhaben wurde daher nicht weiterverfolgt.
Das Morgantown-PRT-Projekt wurde von US-Präsident Richard Nixon als Demonstrationsprojekt für ein modernes Nahverkehrsmittel nach der ersten Ölkrise 1974 unterstützt und ein Jahr später in Betrieb genommen. Die relativ großen Kabinen für 12 Insassen und die im Verhältnis zur Streckenlänge von 14 km geringe Anzahl von fünf Stationen reduziert den individuellen Charakter des Systems. Zudem arbeitet es tageszeitabhängig in zwei Modi: zum einen als Peoplemover – an jeder Station nach Fahrplan haltend – und zum anderen im PRT-Mode auf Bestellung direkt zum Ziel.
Ebenfalls im Jahr 1974 wurde in Hagen (NRW) eines der ersten großen PRT-Projekte namens Cabinentaxi mit einer 1,5 km langen kreisförmigen Strecke getestet, das jedoch in den frühen 1980er Jahren wieder eingestellt wurde. Ein Abkömmling dieser Entwicklung wurde 1975 als 578-m-Horizontallift, genannt Cabinenlift, im Kreiskrankenhaus Ziegenhain zur Verbindung der Vor- und Nachsorgeklinik errichtet und blieb bis 2002 in Betrieb.
In Frankreich entwickelte und erprobte die Firma Matra zwischen 1973 und 1987 das PRT-System Aramis. Es existierten mehrere Versuchsanlagen, zuerst am Flughafen Paris-Orly und später am Boulevard Victor in Paris. Aramis bestand anfangs aus viersitzigen Kabinen mit Gummibereifung, die durch einen elektrischen Rotationsmotor angetrieben wurden. Als besonders innovativ galt die immaterielle bzw. elektronische Kopplung, durch die einzelne Kabinen wie Zugteile zusammengeführt, aber bei Weggabelungen jederzeit getrennt werden konnten. Aufgrund von technischen Schwierigkeiten, wie auch durch Uneinigkeit unter den Projektpartnern, wurde das ursprüngliche Aramis-Konzept so stark modifiziert, dass es immer mehr herkömmlichen Nahverkehrssystemen glich. Zuletzt sollten die Kabinen bis zu 20 Personen fassen und je zwei Wagen mechanisch miteinander gekoppelt werden. 1987 wurde wegen Geldmangel die Versuchsanlage am Boulevard Victor stillgelegt.
In den 1990er Jahren hat der amerikanische Konzern Raytheon viel in die Entwicklung eines PRT-Systems namens PRT2000 mit ähnlich großen Kabinen investiert, scheiterte jedoch bei einem Angebot für den Aufbau eines Systems in der Nähe von Chicago, als die Kosten 50 Millionen US-$ pro Meile überstiegen.
Die Universität Paderborn erforschte ab 1997 ein Großraumtaxi namens RailCab für den Einsatz auf dem bestehenden Schienennetz. Eine 530 Meter lange Teststrecke dazu auf dem Unigelände im Maßstab 1:2,5 wurde bis September 2016 genutzt und danach abgerissen.  
Im Bezug auf das politische Engagement hatte Schweden zwischenzeitlich die Vorreiterrolle übernommen. Hier hatte ein Netzwerk von interessierten Kommunen namens „Kompass“ das Thema weit vorangetrieben. Eine umfassende Untersuchung des Ministeriums für Infrastruktur hatte in Zusammenarbeit mit Banverket, der damaligen schwedischen Bahnbehörde, und weiteren Institutionen grünes Licht für Pilotanlagen für die öffentliche Nutzung in ausgewählten Städten gegeben. In Uppsala wurde zwischen 2006 und 2012 ein mit Linearmotoren betriebenes PRT-System getestet. Dieses System namens Vectus PRT, ein Tochterunternehmen des koreanischen Stahlunternehmens POSCO, war das erste schienengebundene System, das mit modernen Sicherheitsanforderungen erfolgreich geprüft wurde. Eine erste kommerzielle Anwendung erfolgt seit 2014 in Suncheon (siehe unten).

## Aktuelle Projekte

### Flughafen London-Heathrow
Am London Heathrow Airport Terminal 5 wurde Ende 2010 das erste kommerzielle PRT-System des Herstellers ATS Ltd namens ULTra von der BAA plc als Pilotprojekt in Betrieb genommen. Die Bauarbeiten der Trassen wurden im Oktober 2008 abgeschlossen. In der ersten Versuchsphase sollen zunächst 18 Kabinen eingesetzt werden. In eine Kabine passen vier Erwachsene mit ihrem Gepäck. Das PRT transportiert die Passagiere von einem weiter entfernten Langzeit-Parkplatz bis zu ihrem Terminal, nachdem sie ihre Flugnummer eingegeben haben. Die batteriebetriebenen Fahrzeuge sind für eine Strecke von 4 km ausgelegt. Wenn das Pilotprojekt erfolgreich verläuft, soll es auf den gesamten Flughafen und die umliegenden Hotels mit 400 Kabinen ausgedehnt werden. Es ist im Jahre 2010 das erste kommerziell genutzte PRT-System weltweit.

### Chengdu Tianfu International Airport

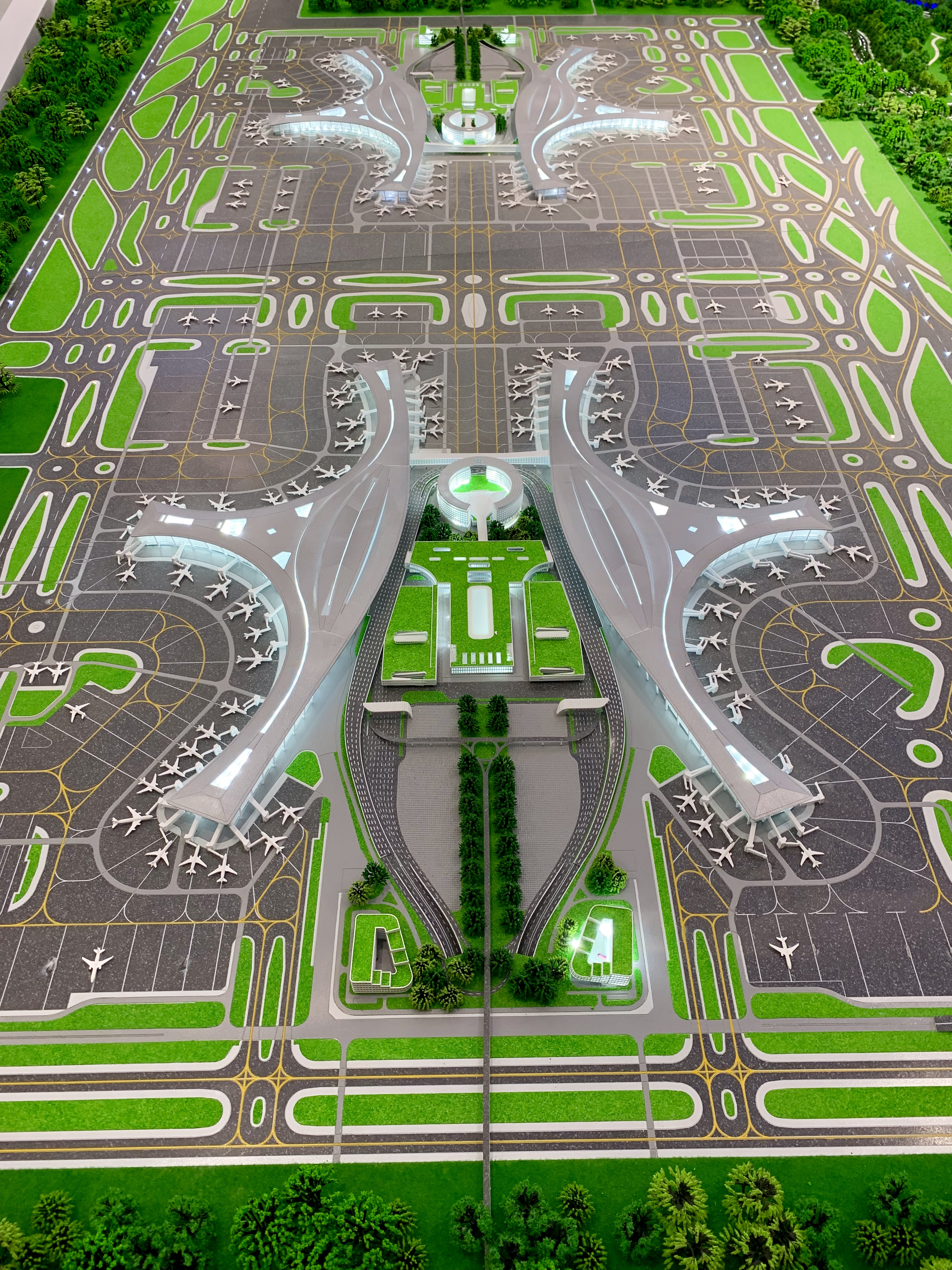
Modell der Chengdu Tianfu International Airport Terminals

Für den Chengdu Tianfu International Airport in der südchinesischen Provinz Sichuan sollte im Jahr 2020 ein PRT-System fertiggestellt werden. Es verbindet als ULTra-System (s. o.) zwei Terminals mit Parkplätzen, Hotels und Handelszentren, um Chengdu zum zweitgrößten Flughafen-Hub in China zu machen. Die Firma Ultra-MTS hofft, dass Chengdu damit einen Standard etabliert, der mit Peking folgend als größter Hub in ganz China eingeführt werden könnte.

### Suncheon in Südkorea
POSCO, der damalige Mutterkonzern der Tochter Vectus, hatte im September 2009 mit der Stadt Suncheon (ca. 20 Kilometer vom Hauptsitz der Firma entfernt) ein Abkommen für den Bau eines PRT-Netzwerkes unterzeichnet. Es sollte ursprünglich für die Internationale Gartenbauausstellung 2013, die Suncheon Bay Garden Expo 2013, fertig gestellt werden, was jedoch nicht gelang. Inzwischen ist das PRT-System über 4,5 Kilometer Strecke mit zwei Stationen in Betrieb. Es verbindet die beiden Ausstellungsgelände der Garten-Expo, den Wetland Park am südlichen Stadtrand, mit dem Suncheon Bay Nature Reserve mit Sternwarte und Literaturmuseum am Rande des berühmten Wattenmeeres der Bucht von Suncheon.

### Masdar in Abu Dhabi
Das bisher größte geplante PRT-Netzwerk sollte in Masdar, einer Ökostadt in Abu Dhabi in den Vereinigten Arabischen Emiraten installiert werden, 33,1 Kilometer Bahnlänge umfassen und mit 2500 Kabinen 83 Stationen anfahren. Das System ist seit August 2011 mit 10 Kabinen in Betrieb, aber es wird über 1,4 Kilometer Strecke nur zwischen 2 Stationen gependelt. Der weitere Ausbau wurde 2018 abgebrochen. Die Kabinen der niederländischen Firma 2getthere, die sogenannten „Pods“, werden mit Lithium-Eisen-Phosphat-Akkumulator versorgt.

### UrbanLoop in Nancy, Frankreich
Der Dozent Jean-Philippe Mangeot schuf 2017 das Projekt mit dem Ziel, „ein ökologisches, ökonomisches, für alle bezahlbares, sicheres und mit den aktuellen Technologien realisierbares Transportmittel“ zu entwickeln. Derzeit (2021) wird das System auf 1200 Metern Schiene in zwei Schleifen mit drei Stationen getestet; weitere Schleifen können in Zukunft angeschlossen werden. In jeder der Kapseln finden zwei Personen Platz, oder eine Person mit Fahrrad oder Rollstuhl. Angetrieben werden die Kapseln von Elektromotoren mit geringem Stromverbrauch. Die Durchschnittsgeschwindigkeit beträgt 60 km/h, eine Spitzengeschwindigkeit von 75 km/h ist möglich. Die Kapselflotte wird von künstlicher Intelligenz gesteuert. Die Datenkommunikation nutzt das 4G-Netz, zukünftig ist 5G geplant. Zusätzlich gibt es ein Sicherheitssystem ohne künstliche Intelligenz. Die Stadt Nancy hat Interesse an UrbanLoop bekundet, die Inbetriebnahme nach erfolgreichen Tests könnte frühestens 2024 erfolgen.

## Eigenschaften

### Kapazität
Auch bei PRT entstehen Staus, wenn die Kapazitätsgrenze erreicht wird. Der Vorteil ist jedoch, dass man leichter den Verkehrsfluss optimieren kann, da man einen direkteren Einfluss auf die Fahrzeuge hat. Man kann wohl behaupten, dass bei einer Person pro PRT-Kabine die Kapazität pro Spur nicht viel größer sein kann als beim Pkw, wobei dies vor allen Dingen daran liegt, dass beim realen urbanen Pkw-Verkehr die Sicherheitsabstände normalerweise stark unterschritten werden. Aus sicherheitstechnischen Gründen sind solch kurze Abstände bei einem voll automatisierten, fahrerlosen System nicht realisierbar. Dies bedeutet aber auch eine systembedingte höhere Sicherheit von PRT. Derzeitige Systeme, die in Betrieb sind, haben aufgrund der noch nicht ausgereiften Abstandsregulierung einen sog. „Headway“ größer 6 s, was die Kapazität maßgebend limitiert.
Ist eine Haltestelle zur „Rush Hour“ überlastet und alle Haltespuren besetzt, so kann die Haltestelle nicht angefahren werden. Entweder das Fahrzeug wartet und blockiert die Fahrspur, oder aber es fährt weiter, und die Fahrgäste, die eigentlich aussteigen wollten, werden zwangsweise weiterbefördert. Dies sollte allerdings im Regelbetrieb nicht geschehen, so dass nur die erstgenannte Möglichkeit bleibt.
Ein Vorteil besteht darin, dass Fahrzeuge, die von Berufspendlern morgens und abends genutzt werden, in der sonstigen Zeit nicht geparkt herumstehen, sondern Anderen als Verkehrsmittel dienen können. Es muss aber trotzdem wie bei anderen Stadtverkehrsmitteln die Kapazität auf die nur wenige Stunden umfassende Hauptverkehrszeit morgens und spätnachmittags ausgelegt werden.

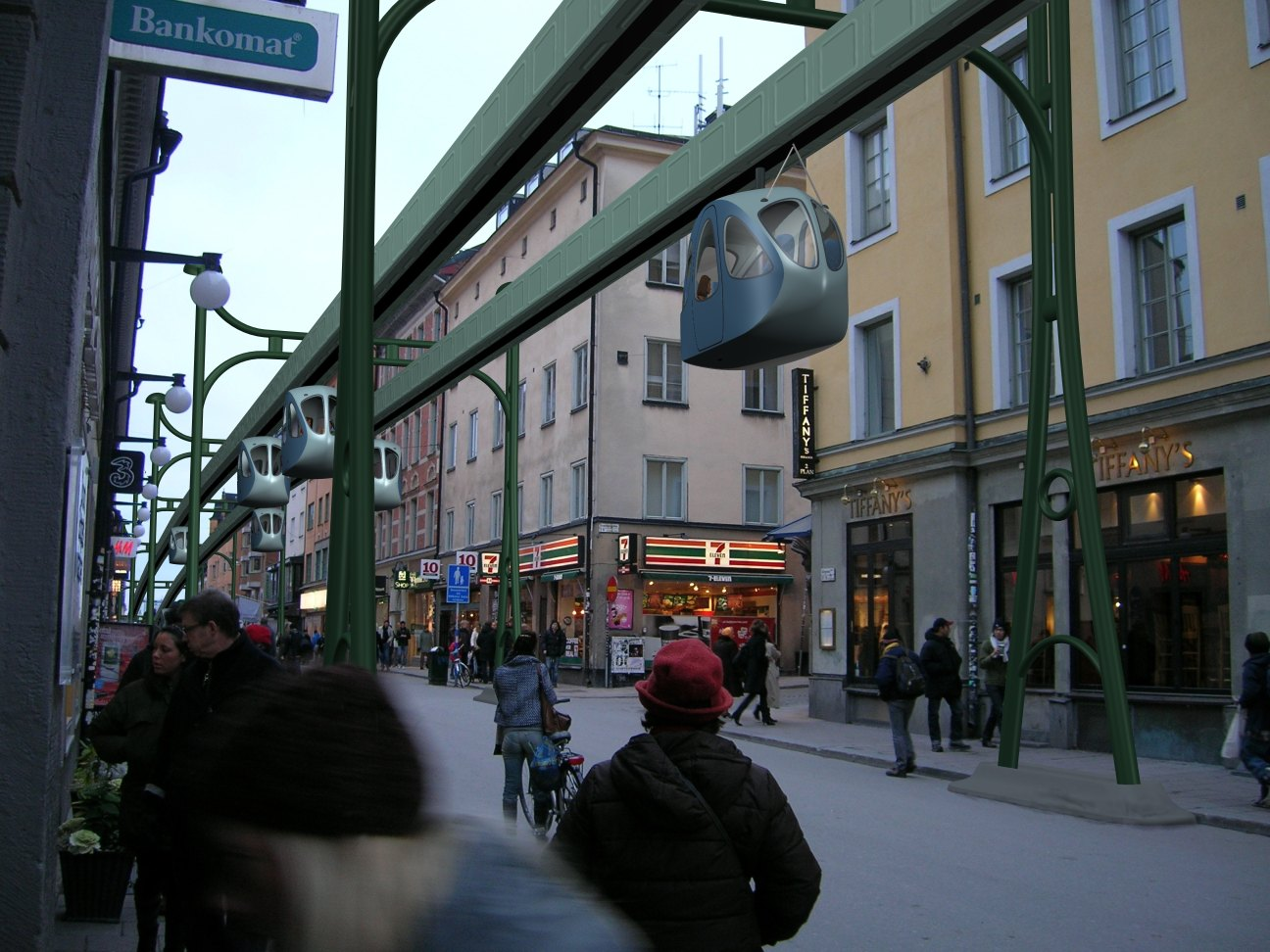
Schwedisches PRT Spårtaxi (Fotomontage)

### Flächenbedarf und Energie
PRT-Systeme vermindern die nötige Anzahl an Parkplatzflächen, aber weniger die nötige Anzahl an Fahrzeugen (in Betrieb) bzw. Fahrspuren, um dieselbe maximale Transportkapazität wie der bestehende Individualverkehr zu erreichen. Man kann jedoch sagen, dass durch die auf Personentransport optimierten Bauformen der Kabinen ein viel geringerer Flächen- und Energieverbrauch erreicht werden kann. Im Gegensatz zu Elektroautos können die Kabinen über Stromschienen gespeist werden, womit die Traktionsbatterie entfällt, was zurzeit noch einen erheblichen Beitrag in der CO2-Bilanz der Elektroautos ausmacht. Allerdings ist bei ähnlichen Bau- und Betriebskosten die Kapazität klassischer öffentlicher Verkehrsmittel viel höher, was oftmals als Kritikpunkt angeführt wird.

### Stadtbild
Der Flächenbedarf kann zusätzlich durch eine aufgestockte Trasse reduziert werden, die sich jedoch, anders als in der Fotomontage von Spårtaxi, in der Realität viel massiver darstellen und somit eine geringere Akzeptanz des Stadtbildes erreicht werden würde.
Bürger haben sich auch schon dagegen gewandt, dass neue Verkehrsmittel in Hochlage vor ihren Fenstern vorbeifahren und ihnen ins Zimmer schauen. Auch aus diesem Grund sind schon z. B. Seilbahnsysteme in städtischen Räumen gescheitert.

### Wirtschaftlichkeit
Solche Systeme sind beim Bau durch die vielen Kleinkabinen sehr teuer. Sie bieten nicht die Kapazität anderer öffentlicher Verkehrsmittel. Trotz der ähnlich hohen Kosten wie der Pkw-Verkehr bieten sie auch nicht seine Bequemlichkeit des umsteigefreien Verkehrs direkt vor die Haustür, sondern es werden weiterhin Stationen in kleinerem oder größerem Abstand benötigt. Je kleiner der Abstand, desto höher die Baukosten. Es wird sich also ein Haltestellenabstand wie bei Bussystemen von um die 300 m ergeben müssen.
Somit sind alle derartigen Kabinensysteme auf ganz wenige Ausnahmefälle begrenzt, wie z. B. bei Flughäfen zur Verbindung der Terminals. Aber aus Gründen der Wirtschaftlichkeit und der Kapazität ist eine Mindest-Kabinengröße von ca. 20 Personen erforderlich. Zudem sind die bei Kabinensystemen möglichen kleinen Taktabstände im Bereich weniger Sekunden in der Praxis gar nicht erforderlich. Ein Abstand von fünf oder sogar bis zu zehn Minuten wird von den Fahrgästen immer noch gut angenommen. Somit ist auch kein zielreiner Verkehr erforderlich, sondern bei einem dichten Takt von zwei bis fünf Minuten wie bei U-Bahn-Systemen in Großstädten wird das Umsteigen zwischen den Linien problemlos akzeptiert.

### PRT versus autonomes Fahren
Mit fortschreitender Technologieentwicklung im Bereich des autonomen Fahrens erscheinen die aufwändigen Fahrwege und Spurführungstechnologien der PRT-Systeme auf den ersten Blick obsolet: Fahrerloser Betrieb könnte auch auf bestehenden Straßen möglich werden. Auf der anderen Seite könnten PRT-Systeme auch kostengünstigere Technologien des autonomen Fahrens verwenden und dennoch Vorteile des isolierten Betriebs auf eigenen Trassen nutzen. Insbesondere kann beim spurgeführten PRT im Vergleich zu elektrischen autonomen Fahrzeugen durch eine Stromschiene auf die Traktionsbatterie in den Fahrzeugen verzichtet werden.